# Eduardo Navarro Gonzalvo
Eduardo Navarro Gonzalvo (Valencia, 1846-Valencia, 1902) fue un periodista, escritor, dramaturgo y libretista de zarzuela español.

## Biografía

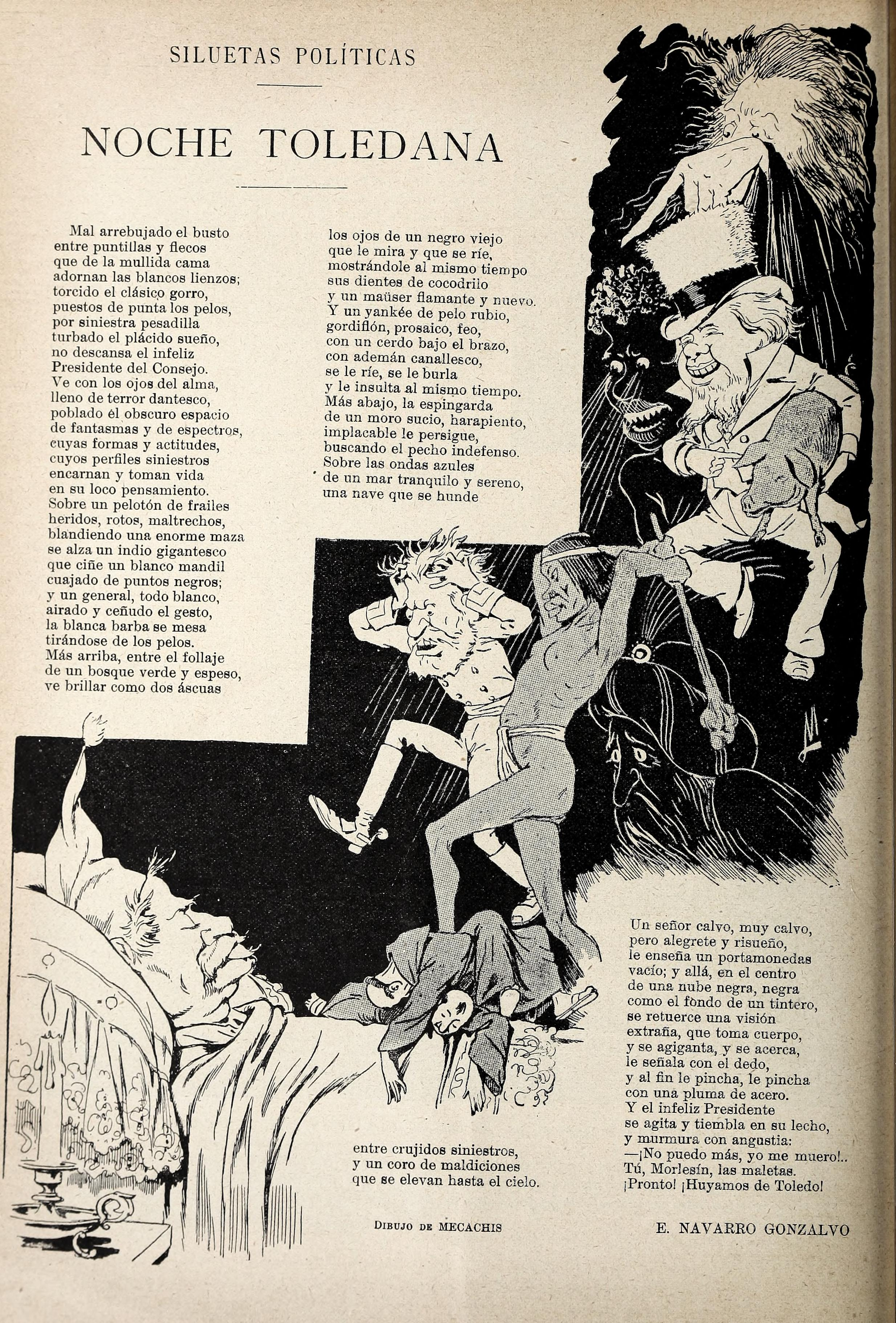
«Noche toledana», texto de Navarro Gonzalo con ilustraciones de Mecachis (Blanco y Negro, 24 de octubre de 1896)

Estudió Filosofía y Letras en su ciudad natal y luego se trasladó a Madrid, donde se dedicó al periodismo y al teatro. Colaboró en El Combate, La Igualdad, El Imparcial, El Globo y Blanco y Negro.
De ideología republicana, sus artículos, basados en la parodia y la caricatura política, eran de naturaleza crítica y satírica, en especial hacia la monarquía extranjera de Amadeo I, motivo por el que llegó a sufrir prisión. 

## Trabajos
Pese a que era crítico y polémico en la mayoría de sus creaciones no por ello dejó de gozar del aprecio del público, en cuanto a su fama corría pareja a la última obra que estrenaba debido a esa afición por mostrar los defectos de la actualidad social y en especial de la política nacional.
Estrenó en 1870 Abajo las quintas, en 1871 La cruz de Beneficencia y en 1874 Juan Leyden, todas obras polémicas por sus ataques políticos, pero la que más fue Macarronini, estrenada también en este último año, porque degradaba al rey Amadeo de Saboya.
Como libretista de zarzuela fue muy fecundo y exitoso: Los bandos de villafrita, estrenada el 5 de agosto de 1884, con música de Manuel Fernández Caballero, y las parodias Tannhäuser, el estanquero y Tannhäuser, cesante, estrenadas en 1890, con partitura de Jerónimo Giménez. En valenciano escribió De Valencia al cielo y Cosas de la terrera, con música del también valenciano Vicente Peydró Díez.